# Nosočica bljedica
Nosočica bljedica (Cyclothone braueri), vrsta sitne ribe iz porodice nosočica ( Gonostomatidae ) raširene po svim oceanima, u Atlantiku sve do 66° sjeverne širine ali i u vodama južno od Australije. Prisutna je i u Mediteranu, uključujući i južni Jadran.
Nosočica bljedica maksimaln može narasti 3.8 cm (ženka), tankog je i vitkog tijela prozirno bijelkaste boje, crno istočkana. Oči su joj malene a usta velika s kojimase hrani sitnim planktonom. Živi batipelagički na dubinama od 200 – 900 m

## Vanjske poveznice
|  | Zajednički poslužitelj ima još gradiva o temi Cyclothone braueri |
|  | Wikivrste imaju podatke o taksonu Cyclothone braueri             |